# Hermann Böcker (Maler)
Hermann Böcker (* 8. Juni 1890 in Oldenburg; † 9. August 1978 in München) war ein deutscher Maler.

## Leben
Böcker war Sohn eines  Regierungsbeamten. Im Alter von 15 Jahren trat er eine Lehrstelle beim Maler Gerhard Bakenhus an, wo er in erster Linie Dekorationsmalerei lernte. Anschließend war er Theatermaler am Oldenburgischen Hoftheater. 1910 besuchte Böcker die Kunstgewerbeschule in Dresden, ab 1911 war er Mitarbeiter von Hermann Schaper in Hannover. Von 1913 bis 1914 lebte Böcker in Paris, wo er als Schriftenmaler tätig war. Mit Beginn des Ersten Weltkriegs kam er nach Deutschland zurück und leistete Kriegsdienst. Bei Verdun zog er sich eine schwere Verwundung zu.
1917 hielt sich Böcker in Magdeburg auf, wo er als Chorsänger im Zentraltheater wirkte. Motive aus Magdeburg und dem Harz inspirierten ihn zu ersten grafischen Arbeiten. Nach 1918 arbeitete Böcker als Tenor und Statist am Lübecker Operettentheater. Motiviert durch Bakenhus intensivierte er sein malerisches Schaffen und konnte durch eine erfolgreiche Ausstellung im Kunsthaus Commeter in Hamburg auf sich aufmerksam machen. Mit einem Stipendium eines Hamburger Kaffeegroßkaufmanns ging er 1920 nach München und bereitete sich bei Heinrich Knirr auf die Aufnahme in die Akademie der Bildenden Künste München vor. Diesen Plan gab er jedoch nach zwei Semestern auf und widmete sich stattdessen der Landschaftsmalerei. 1928 heiratete er die Münchner Schriftstellerin Juliane Baur (1905–1994).
Nach Ende des Zweiten Weltkriegs brachte sich Böcker stärker in die Münchner Kunstszene ein. Er war Mitglied des Wirtschaftsverbandes der Künstler und der Neuen Münchner Kunstgenossenschaft. Seine Bilder wurden jährlich bei der Großen Kunstausstellung in München gezeigt. 1950 gründete er die Gruppe „Blaue Pyramide“. Die 1950er Jahre gehörten zu seinen produktivsten als Maler. Seine letzten Bilder entstanden 1974. 1978 starb Hermann Böcker im Alter von 88 Jahren in München. Sein Grab befindet sich auf dem Münchner Ostfriedhof.

## Werk
Böcker malte in erster Linie Landschaften, darunter vorzugsweise Moor-Landschaften. Motive fand er vor allem im Dachauer und Erdinger Moos, aber auch in der oldenburgisch-ostfriesischen Gegend. Neben Landschaften schuf er Stadtansichten und Stillleben. Er versuchte sich zunächst in der Ölmalerei, malte dann aber nur noch Aquarelle. Dabei verzichtete er auf Staffage und setzte oft die Nass-in-Nass-Technik ein. Zu seinem Hauptwerk gehören 52 Mooraquarelle, die 1972 an die Stadt Dachau (Neues Rathaus) gestiftet wurden. Weitere Arbeiten befinden sich in der Kunstsammlung der Veste Coburg, Städtische Galerie im Lenbachhaus, Altonaer Museum, Staatliche Graphische Sammlung München, Stadtmuseum Oldenburg und Kunstforum Ostdeutsche Galerie.
Neben der Malerei betätigte sich Böcker auch als Schriftsteller. Er verfasste einen Roman („Drei unterm Blütenbaum oder die Künstlerkate im Moor“) und einen Gedichtband, die beide 1989 im Selbstverlag seiner Ehefrau erschienen, sowie den Bildband „Heiteres: Gedanken, Zeichnungen“ (Ebermann 1996).
Der schriftliche Nachlass von Hermann Böcker und seiner Frau Juliane befindet sich heute im Deutschen Kunstarchiv im Germanischen Nationalmuseum in Nürnberg.